# Denticulathys amaataaidoo
Genre
Espèce
Denticulathys amaataaidoo, unique représentant du genre Denticulathys, est une espèce d'araignées aranéomorphes de la famille des Lathyidae.

## Distribution
Cette espèce se rencontre en Centrafrique et au Gabon.

## Description
Le mâle holotype mesure 1,85 mm et la femelle paratype 1,85 mm

## Systématique et taxinomie
Cette espèce a été décrite par Cala-Riquelme, Al-Jamal et Esposito en 2025.
Ce genre a été décrit par Cala-Riquelme, Al-Jamal et Esposito en 2025 dans les Lathyidae.

## Étymologie
Cette espèce est nommée en l'honneur d'Ama Ata Aidoo.

## Publication originale
- Montana, Cala-Riquelme, Crews, Gorneau, Al-Jamal, Alequín, Spagna, Ballarin & Esposito, 2025 : « Tailor's drawer no more: a reappraisal of the spider family Dictynidae O. Pickard-Cambridge, 1871 sensu lato. » Zoological Journal of the Linnean Society, vol. 204, no 2, zlaf007, p. 1-97.